# Hohenzieritz
Hohenzieritz település Németországban, Mecklenburg-Elő-Pomeránia tartományban. Lakosainak száma 454 fő (2023. december 31.).

## Népesség
A település népességének változása:
| Lakosok száma | 478  | 444  | 454  | 455  | 454  |
|               | 2017 | 2019 | 2021 | 2022 | 2023 |